# Истарска
Истарска, Истрийская жупания (хорв. Istarska županija, итал. Regione Istriana, истр. Regjon istriana) — самая западная жупания Хорватии. Она включает в себя большую часть полуострова Истрия на Адриатическом море.
На севере она граничит со Словенией, на северо-востоке — с жупанией Приморско-Горанска.
Административный центр и местонахождение законодательного собрания жупании — город Пазин. Правительство жупании находится в городе Пула. Торжественные заседания законодательного собрания проходят, как правило, в здании бывшего истрийского ландтага в Порече.

## Географическое положение
Жупания расположена на полуострове Истрия между Триестским заливом и заливом Кварнер. Это самая западная часть Хорватии.
Жупания имеет береговую линию 445 км, составляющую вместе с островами территорию в 539,9 км². Прибрежные берега поросли каменным дубом и земляничными деревьями. Леса, преимущественно дубовые и сосновые, покрывают треть территории жупании. Они, в сочетании с морским воздухом, создают особый целебный климат полуострова.
Самая высокая точка Истрии — гора Учка (1396 м).
Природные достопримечательности:
- национальный парк Бриони, состоящий из двух больших и двенадцати мелких островов, здесь произрастает более 680 видов растений
- природный парк Учка
- Лимский залив
- леса около Мотовуна
- лесопарк Златный Рт и Шияна недалеко от Пулы
- природоохранная территория мыс Каменяк
- орнитологический заповедник Палуд
- Пазинская и Барединская карстовые пещеры.

## Климат
На защищённой с севера хребтами Альп территории жупании очень мягкий средиземноморский климат, предельная температура лета — 24 ºС в августе, а зимой, в январе, 5 ºС. Воздух влажный, особенно в приморских городах Пореч, Врсар, Ровинь, Пула и других. Температура выше 10 °C держится более 240 дней в году. Сильная жара (выше 30 °C) длится около трёх недель.
Преобладающие ветра: холодный северный бора зимой, и южный сирокко, приносящий дождь, летом.

## Административное деление
Жупания разделена на 10 городов и 31 общину.
Города:
- Буе
- Бузет
- Лабин
- Новиград
- Пазин
- Пореч
- Пула
- Ровинь
- Умаг
- Воднян

Общины:
- Бале
- Барбан
- Бртонигла
- Церовлье
- Фажана
- Фунтана
- Грачище
- Грожнян
- Канфанар
- Каройба
- Каштелир-Лабинци
- Кршан
- Ланище
- Лижньян
- Лупоглав
- Марчана
- Медулин
- Мотовун
- Опрталь
- Пичан
- Раша
- Света-Неделья
- Свети-Ловреч
- Свети-Петар-у-Шуми
- Светвинченат
- Тар-Вабрига
- Тиньян
- Вишньян
- Вижинада
- Врсар
- Жминь

## Население
На территории жупании проживает более 250 000 жителей, что составляет 4,65 % населения страны. Согласно переписи населения 2001 года 71,88 % населения составляют хорваты, 6,92 % — итальянцы, 3,2 % сербы. 4,3 % жителей жупании определили свою национальность как «истриец».
Самая крупная городская агломерация, Пула, имеет население 82 000 жителей. Другие крупные города — Пореч, Ровинь, Пазин, Лабин, Новиград, Умаг, Бузет, Буе, Воднян. Около 70,7 % населения живёт в городах.
Здесь же расположен самый маленький город в мире — Хум, с населением 22 человека (три семьи).
Официальный язык — хорватский, в ряде населённых пунктов (главным образом на побережье) официальный статус имеет итальянский. Два редких языка — истророманский и истрорумынский находятся на грани вымирания.

## Экономика
Равнинные территории жупании используются под сельское хозяйство (выращивание зерновых и овощей). Ближе к морю — разведение винограда, олив и инжира. Сельское хозяйство, производство экологически чистой продукции и высококачественных вин являются приоритетом сельскохозяйственного сектора Истрии.
Хорошо развиты обрабатывающая промышленность, рыболовство, производство стройматериалов (извести, цемента, кирпичей и камня), торговля и транспорт.
Самые развитые отрасли промышленности: судостроение (в 70-х годах судостроительный завод Ульяника выпускал самые большие в мире корабли, например «Berge Adria»), металлообработка, лесная и мебельная промышленность, производство пластмасс, автозапчастей, электроприборов и бытовой техники, текстильная и табачная промышленность.
По экономическим показателям лидируют обрабатывающая промышленность, туризм и торговля.

## Туризм
Полуостров Истрия является одним из популярных туристических регионов Хорватии благодаря своей богатой истории, множеству памятников архитектуры, чистейшему морю и прекрасным возможностям для отдыха. Благоприятный климат полуострова, обусловленный сочетанием хвойных и лиственных деревьев, прекрасно подойдет для людей, страдающих заболеваниями дыхательной системы.
Летний туристический сезон длится с май по октябрь и привлекает в эти места много отдыхающих.
Экономический и туристический центр — Пула, расположен на побережье. Основные приморские города-курорты: Умаг, Пореч, Ровинь, Пула, Медулин, Рабац, Ловран, Новиград.
Самыми известными материковыми городами являются Мотовун и Грожнян. На территории жупании находится и самый маленький город мира, занесённый в книгу рекордов Гинесса — Хум.
Пляжи в основном каменные, но встречаются и галечные, благодаря чему море здесь прозрачное и чистое. Особого внимания заслуживает уникальная чистота истрийского побережья. С каждым годом количество «голубых флагов» ЮНЕСКО, которыми отмечаются самые чистые пляжи, увеличивается.
Основой местной кухни служат деликатесы из морепродуктов.